# SEAT Córdoba I
El SEAT Córdoba es un automóvil de turismo del segmento B esta primera generación fue producido desde 1993 hasta 2002 por el fabricante de automóviles español SEAT. Tuvo 2 pequeños restyling apenas apreciables y un tercero más profundo, que cambiaba por completo la estética del modelo.

## Primera generación (6K) 1993-2002
La primera generación del Córdoba fue presentada en el Salón del Automóvil de Fránkfurt de 1993, y se comenzó a comercializar ese año. El frontal, el interior y la mecánica son idénticos a la de la segunda generación del Ibiza, es decir, este modelo era un Ibiza sedán pero usaba el nombre de Córdoba para diferenciar el modelo.
Se caracterizó por continuar el proceso de germanización de SEAT, empezado con el primer Toledo. Poseía acabados rigurosos de tipo germánico, tomando multitud de elementos VAG y compartiendo incluso el salpicadero entero con el Polo III. Contaba con alguna pequeña novedad para diferenciarlo y darle un toque "mediterráneo", como la iluminación anaranjada o las tapicerías de las series especiales.
El espacio interior era aceptable y poseía un maletero generoso, de 445 litros, aunque con una boca de carga pequeña. Existió con carrocerías sedán de dos y cuatro puertas y familiar de cinco puertas, denominadas comercialmente Córdoba SX, Córdoba y Córdoba Vario este último con código (6K5).
El Córdoba I contó con tres fases ya que fue reestilizado ligeramente en el año 1996 y, más profundamente, en el año 1999. Se cambiaron los faros delanteros y traseros, la parrilla delantera y el interior, con nuevos materiales y tapicerías.

### Córdoba I 6K (1993-1996)

#### Acabados
En esta primera fase contaba con cuatro acabados, (CL, CLX , GLX y GT)
- CL/CLI: Es el acabado básico de la gama Córdoba

- CLX: Es el acabado medio de la gama

- GLX: Es el acabado alto de gama

- GT/GTI: Es el acabado deportivo de la gama, también disponible el GTI-16v. (La versión diésel era conocido como Turbo D GT más tarde sería conocido como GT TD).

##### Ediciones especiales/Series limitadas
| 1994 | Vitoria-Gasteiz |  |  |
| Esta versión tenía el logotipo de la catedral de Vitoria. |                 |  |  |
| 1995 | Marina          |  |  |
| Esta versión era muy particular. Se destacaba principalmente en el interior, con tapicería en azul (incluyendo la moqueta del suelo y bandeja del maletero) y en el exterior tenía sus logotipos correspondientes donde ponía Marina. |                 |  |  |
| 1995 | Aniversario     |  |  |
| Esta versión incorporaba unos vinilos con el logotipo aniversario. |                 |  |  |

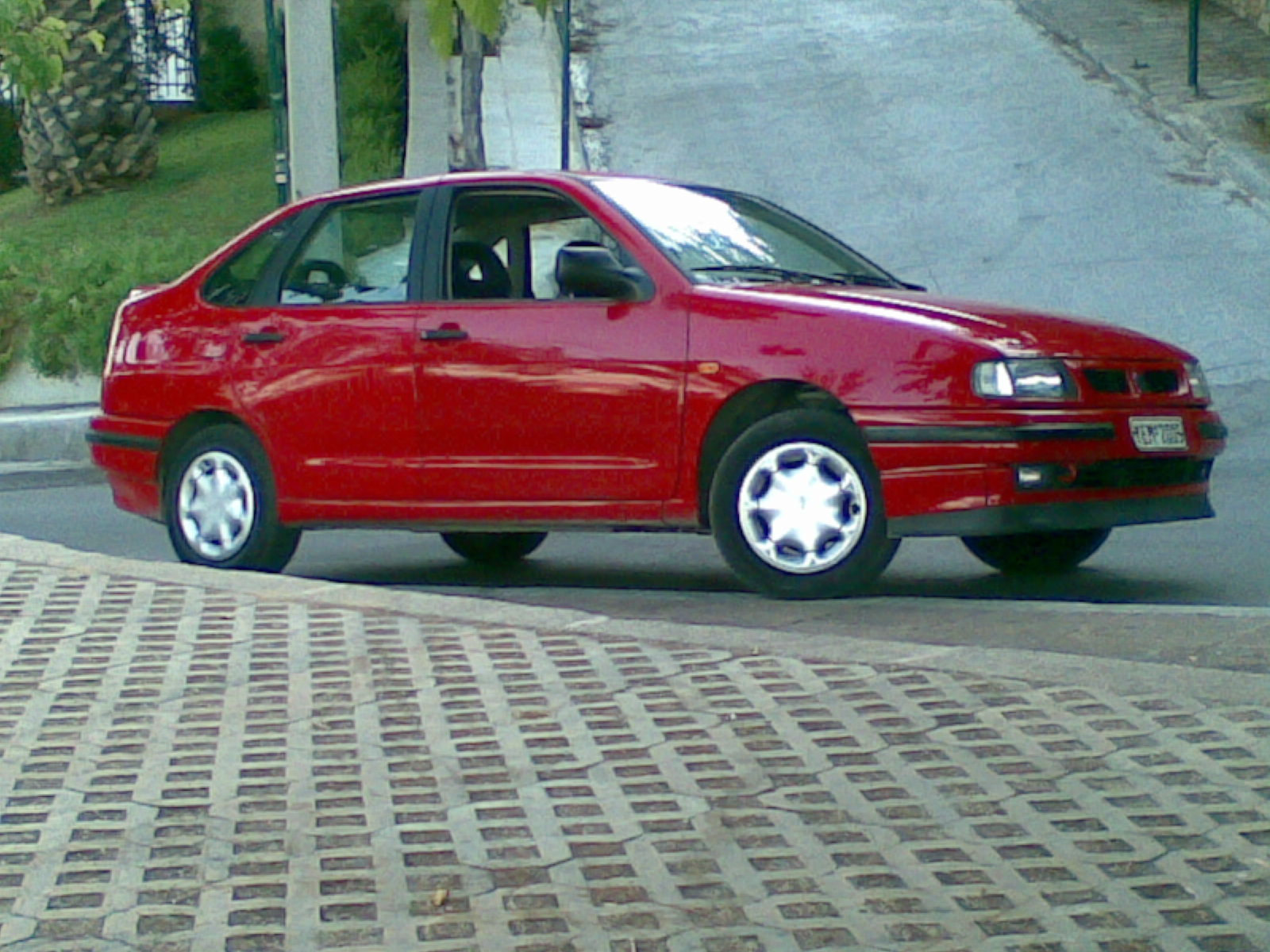
SEAT Córdoba 4p 6K lateral
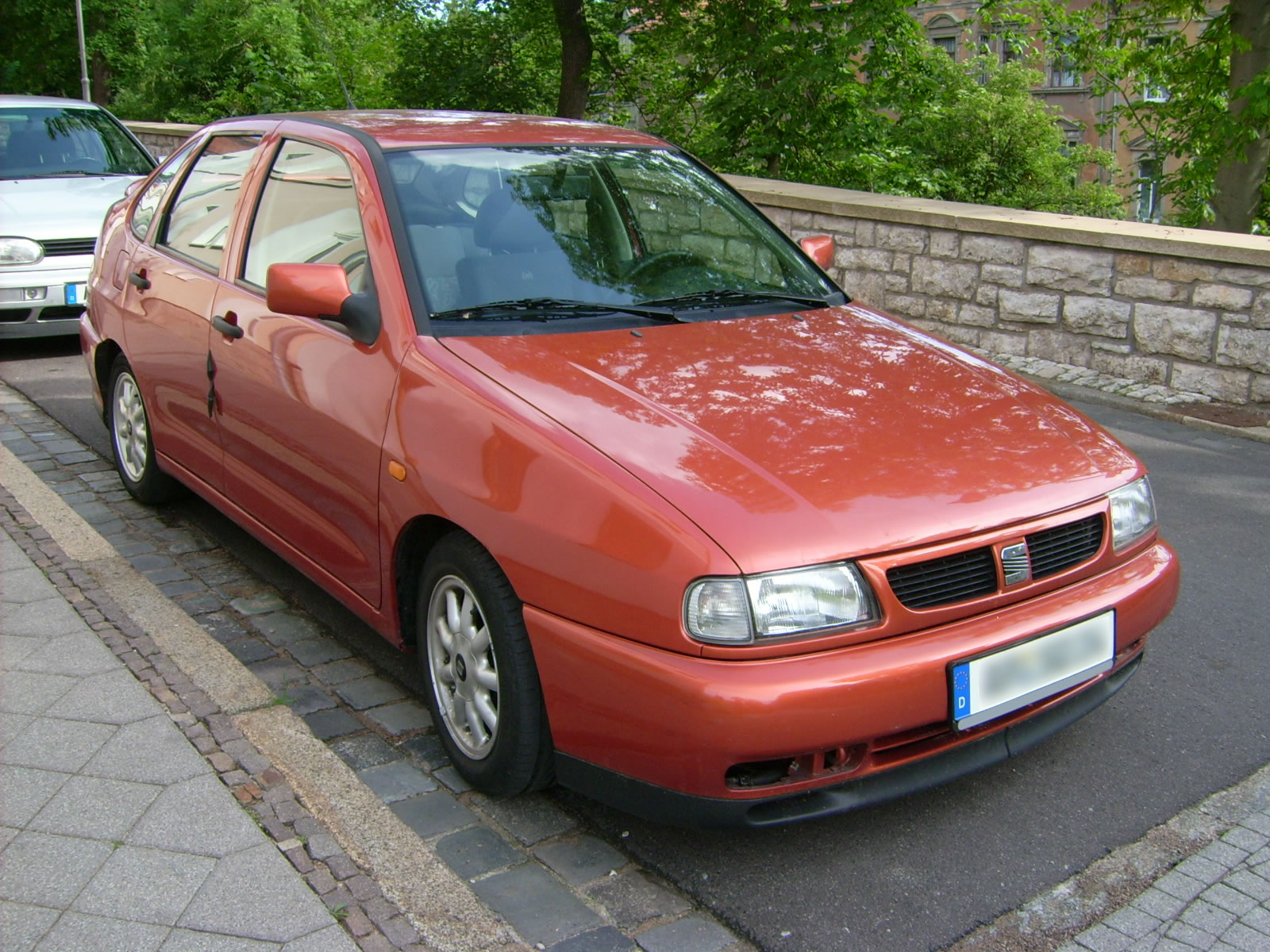
En 1995 hubo una pequeña actualización, que afectaría a los parachoques y logotipos, pero que pronto sería sustituida por otro rediseño a finales de 1996).
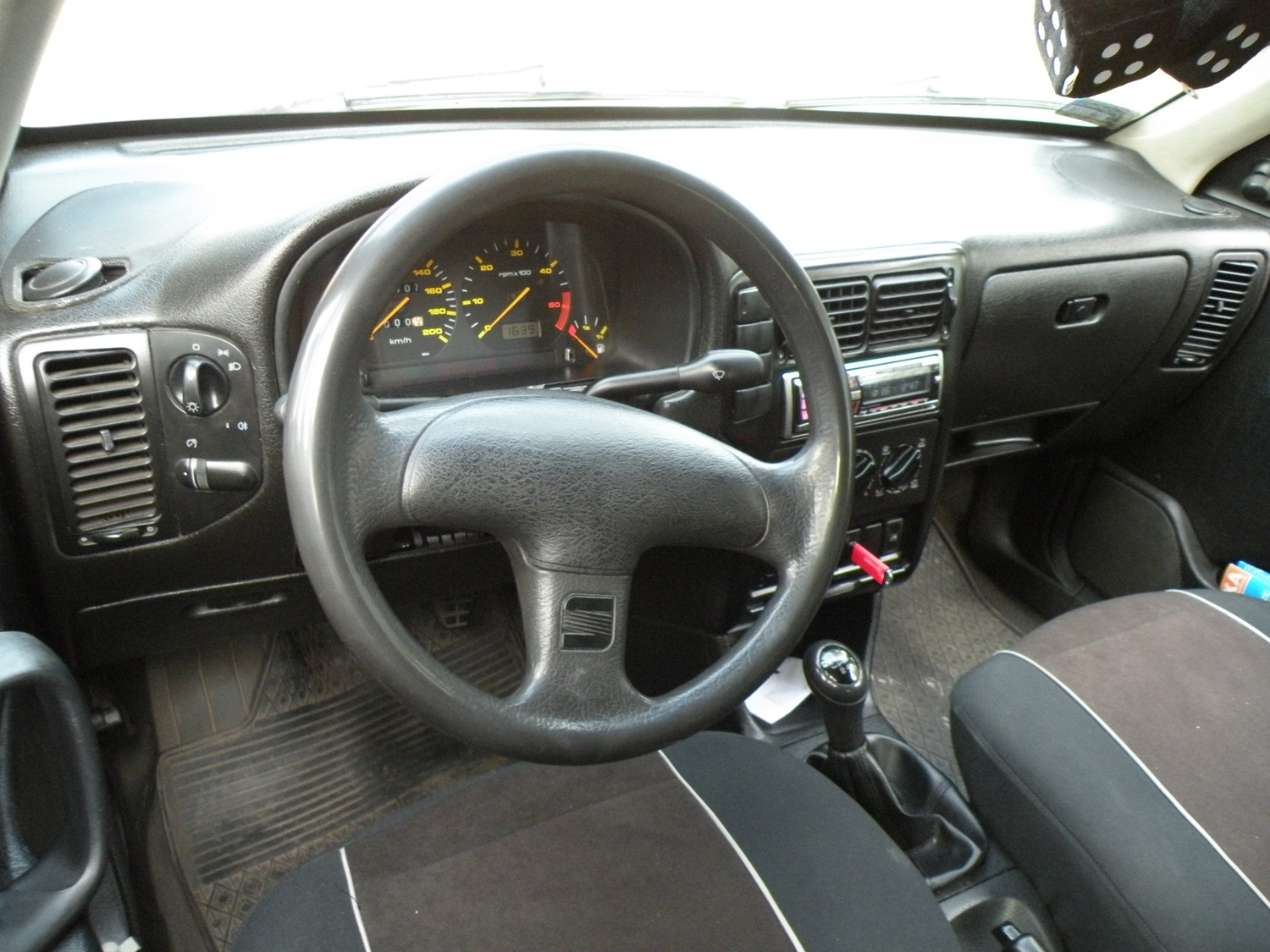
salpicadero del Córdoba de primera generación.

### Córdoba I 6K1 (1996-1999)

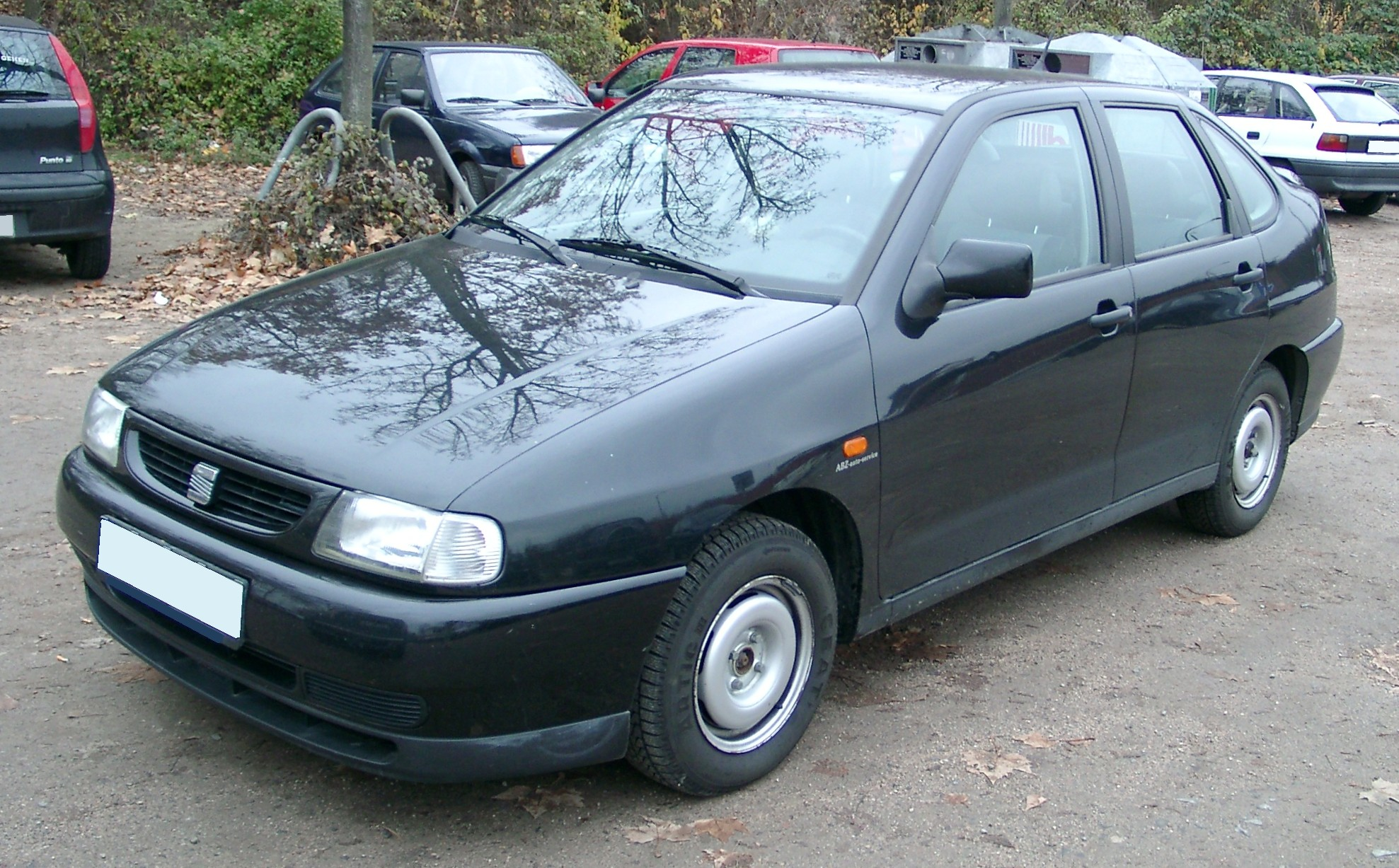
SEAT Córdoba 6k Restyling(1997) delantera y trasera.

#### Acabados
Con la llegada del restyling, en esta segunda fase las denominaciones de los acabados pasan a ser tres: (SE, SXE y GTI) y aparecen las variantes SX y Vario.
- SE: Básico/Medio

- SXE: Alto

- GTI: Deportivo

##### Ediciones especiales/Series limitadas
| 1997 | Dream            |       |  |
| Edición que se caracteriza por equipar dos motorizaciones de gasolina: 1.4i y 1.6i y la diésel 1.9D. Con logo identificativo en la parte trasera. |                  |       |  |
| 1997/1998 | Open/Godó        |       |  |
| Solo para la variante SX. Son dos ediciones especiales que lanzó SEAT para promocionar el Open Conde Godó de tenis ya que era su patrocinadora. A esta primera versión, de 1997, se le llamó Open. Estéticamente se diferenciaba en que incluía unos logos en relieve con una pelota de tenis que acompañaba al logotipo de SEAT, integrados en las puertas. En 1998 esta versión cambia de denominación pasando a llamarse "Godó", la cual sufrirá unos pequeños cambios, perdió el logotipo de la pelota de tenis y se le añadieron unas nuevas llantas multiradio como las del Ibiza Cupra pero en color gris plata. El interior cuenta con la misma tapicería del Ibiza Cupra 1 y tendrá volante y pomo en piel (a diferencia del Open). |                  |       |  |
| 1998/1999 | Sport Editión    | Sport |  |
| Edición limitada con logos Sport Edition en la parte baja de la puerta trasera. Poseía accesorios de SEAT Sport, parachoques delantero del kit aerodinámico y contaba con un alerón más alto. |                  |       |  |
| 1996 | SX Pole position |       |  |
| Edición limitada, para Bélgica el modelo contaba con una serie de mejoras estéticas que le diferenciaban al resto de la gama Córdoba SX, como la antena del techo de menor tamaño, destacaba su frontal con una nueva parrilla frontal que unificaba los faros en una sola pieza, quedando enmascarados dando forma de bifaros redondos, además de integrar en la calandras la insignia "SX" en la parte izquierda de la misma, otro detalle que marcaba la diferencia en este modelo era las taloneras, inscripción "Pole Position" en vinilo en parte inferior derecha trasera y las llantas de aleación de tipo Speedline con neumático 195/50 R15. Su motor por otra parte era el famoso 1.8 16V de 130 CV, que le hacían alcanzar buenas prestaciones para la época con una velocidad punta de 206 km/h, contando con una aceleración de 0 a 100 km/h en tan solo 9 segundos, un peso de 1155 kg y un consumo medio de 8,3 litros cada 100 km. En su interior contaba con una tapicería exclusiva para los asientos, relojes del cuadro con fondo blanco, indicadores en la parte inferior de presión de aceite y voltímetro. |                  |       |  |
| 1997 | Scoop            |       |  |
| Edición limitada para Bélgica. |                  |       |  |

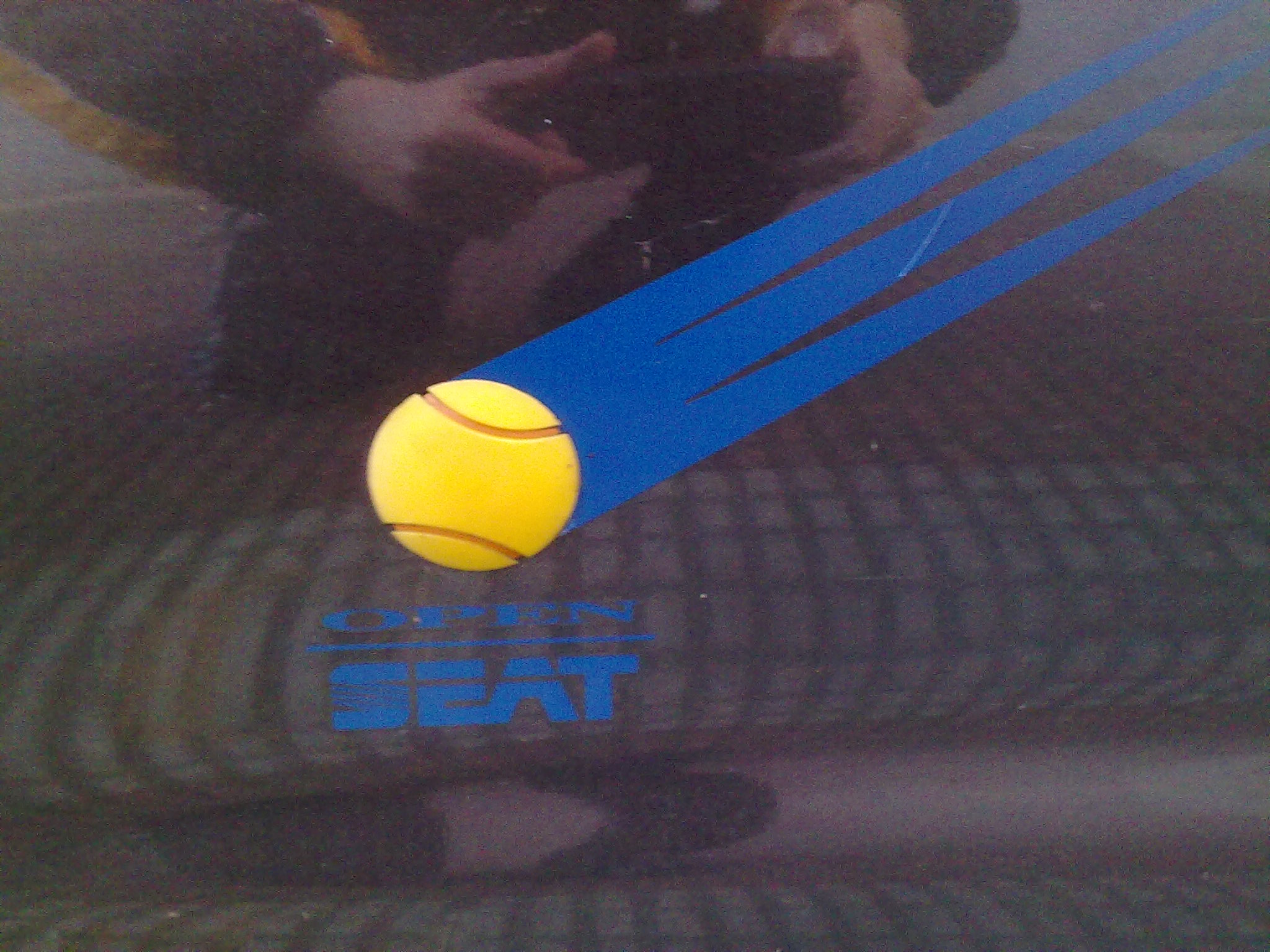
Uno de los logotipos de las versiones especiales, en este caso del SEAT Córdoba Open.
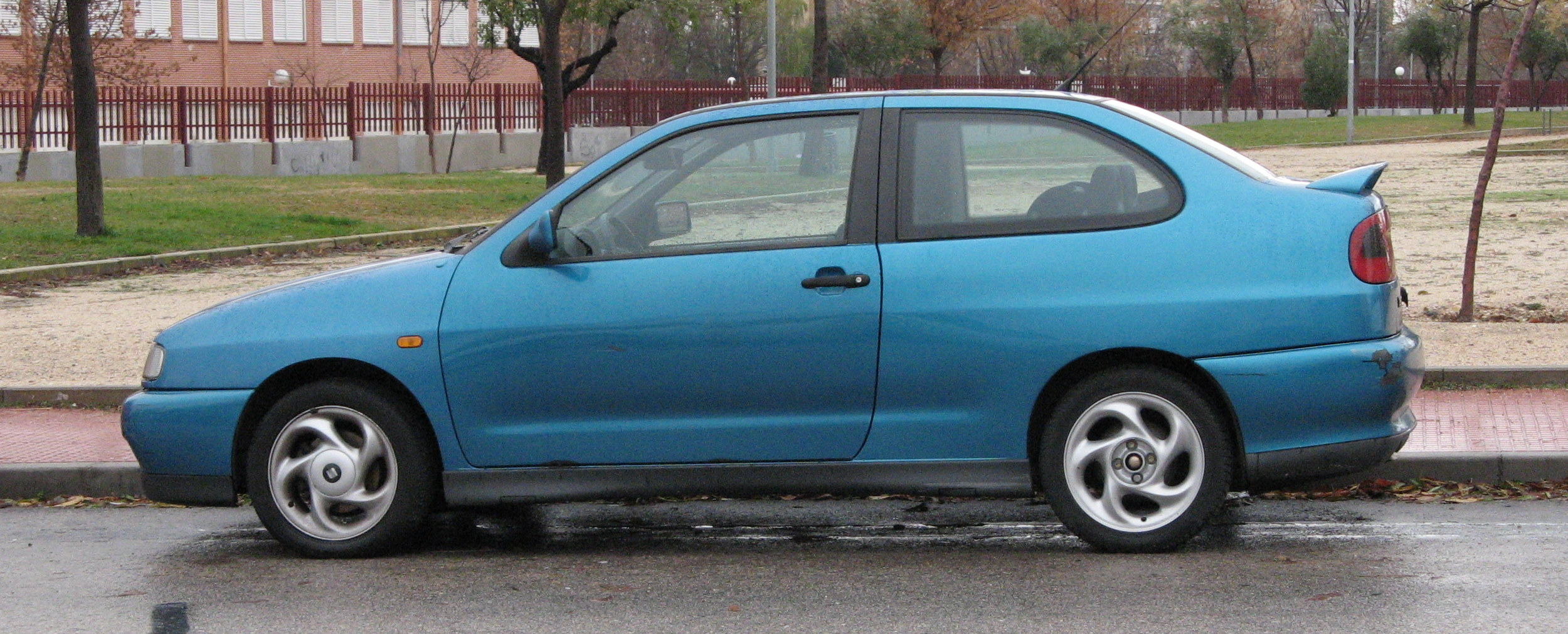
SEAT Córdoba SX 2p 6k.
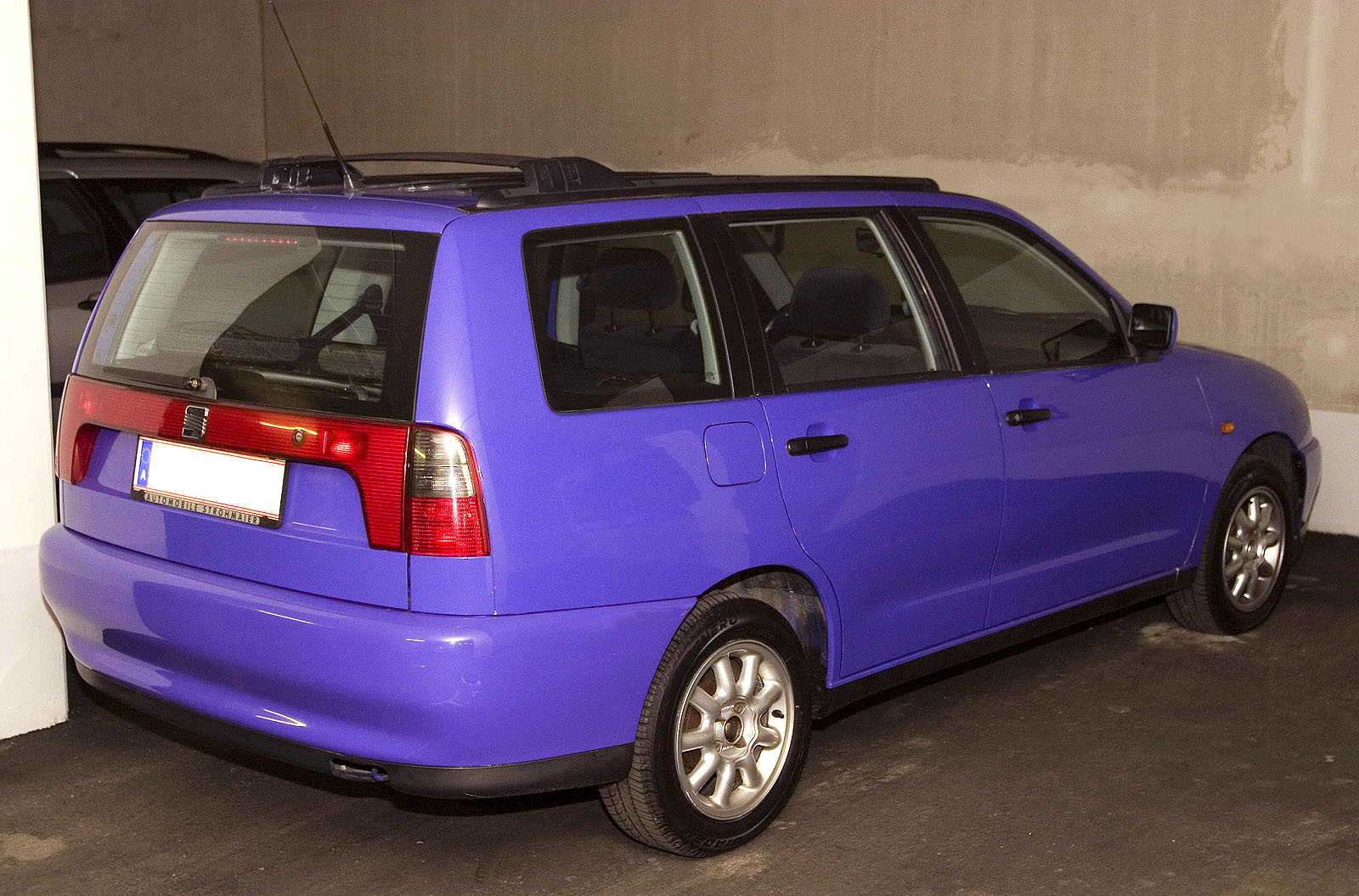
SEAT Córdoba Vario 6K.
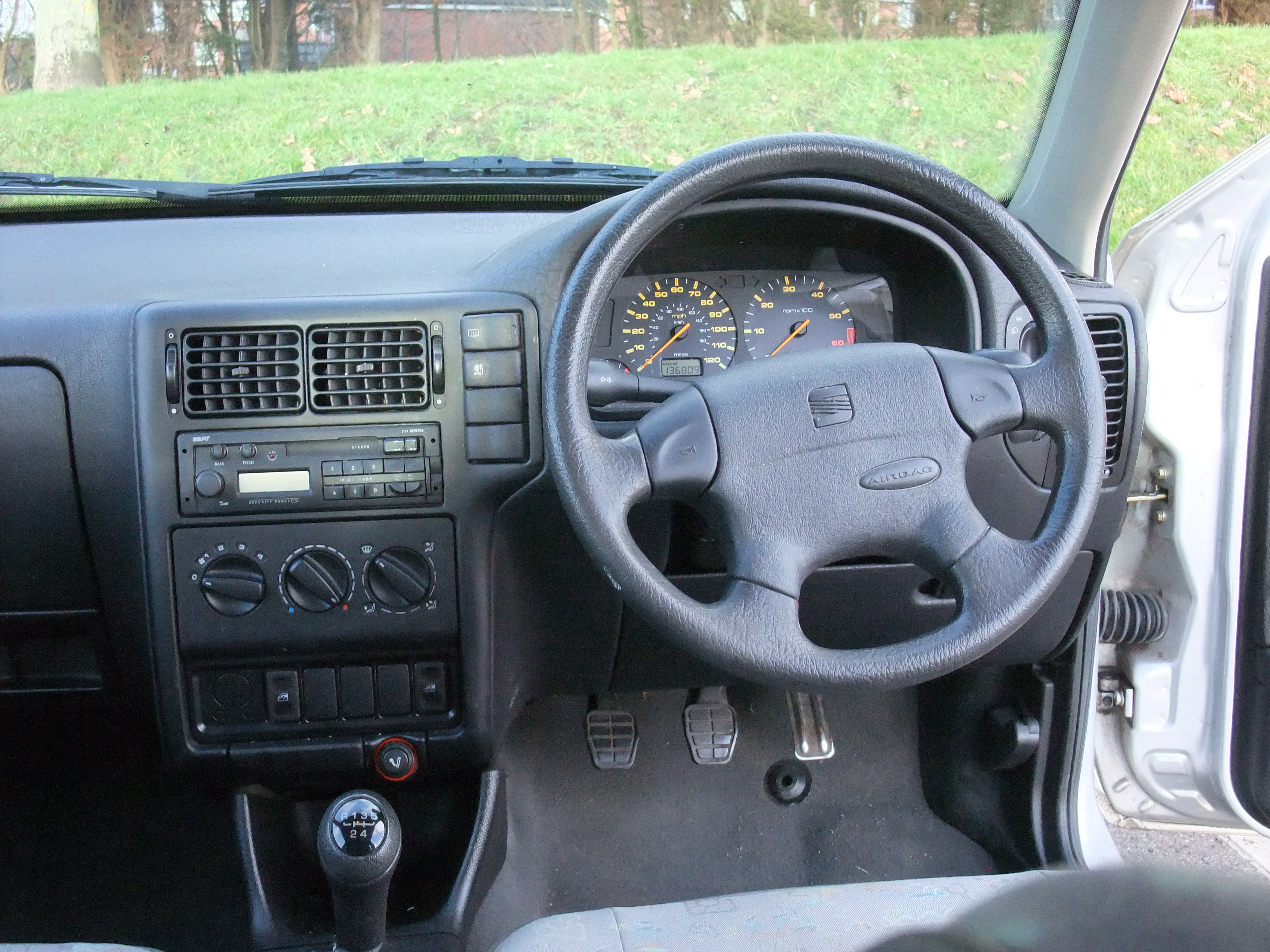
salpicadero del Córdoba de primera generación con el rediseño se integraron los volantes con airbag. (Versión inglesa volante a la derecha).

### Córdoba I 6K2 (1999-2001)

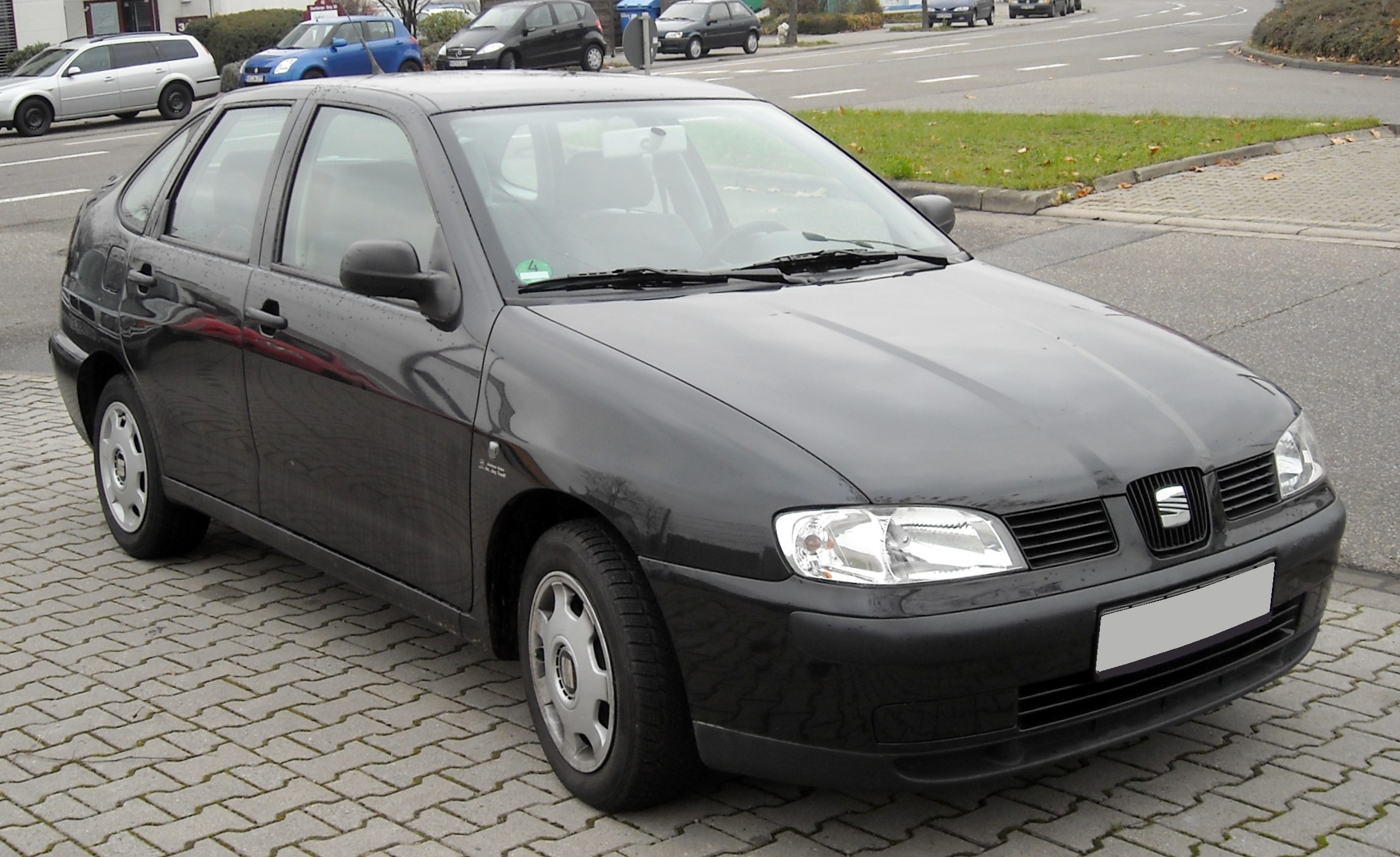
SEAT Córdoba 6k Restyling(2001) delantera y trasera.

#### Acabados
A partir del año 1999, al igual que el Ibiza, sufre un gran lavado de cara tanto exterior (paragolpes, capó, faros) como interior, con un nuevo salpicadero. En esta tercera fase y última en esta generación, los acabados pasan a ser cuatro y se denominan (Stella, Signa, Sport y Cupra).
- Stella: Básico/Medio.

- Signa: Alto.

- Sport: Este acabado es el deportivo básico, con un equipamiento mejor que el de los anteriores. Exteriormente tiene taloneras, que le dan un toque más deportivo.

- Cupra: Este acabado es el más deportivo y queda como tope de gama. Tiene una apariencia más agresiva con los faros delanteros oscurecidos y paragolpes diferentes, más deportivos, con los antinieblas redondos, salida de doble escape, y unas bonitas llantas de 5 radios de 16". El interior destaca con sus asientos de cuero y tela.[2]

##### Ediciones especiales/Series limitadas
| 2001 | Tour |  |  |
| edición que se diferencia por las llantas de 14" de 5 radios y un pequeño vinilo identificativo con la palabra "Tour" en la parte baja de taloneras. |      |  |  |

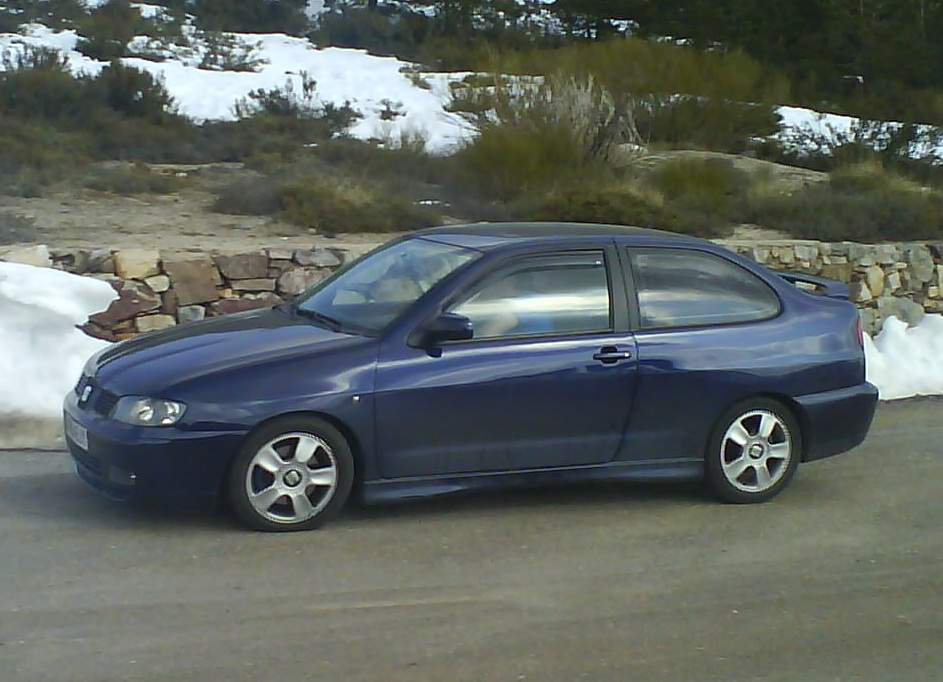
SEAT Córdoba 2p Restyling 6K lateral del modelo.
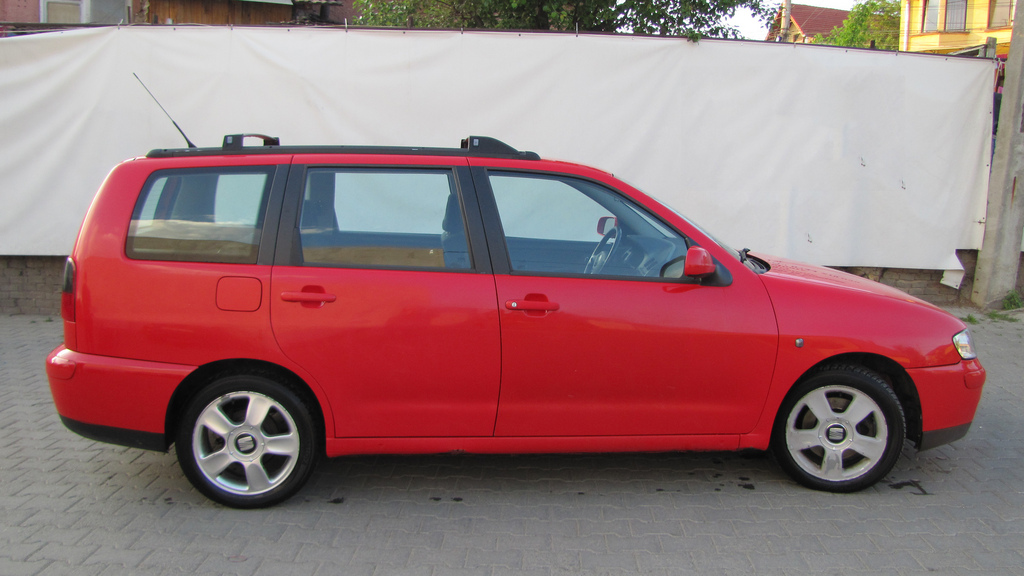
SEAT Córdoba Vario 6K (Restyling).
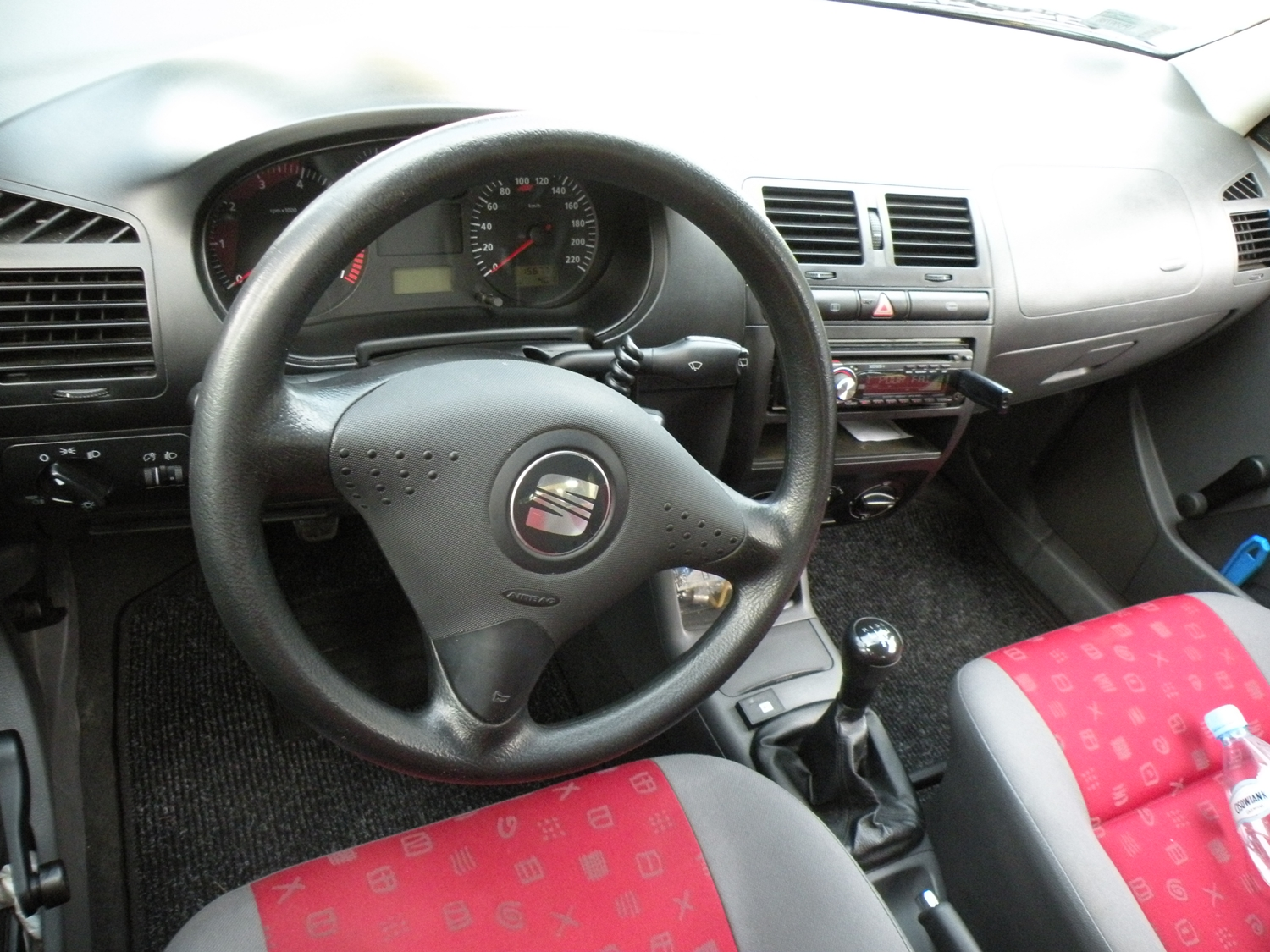
Nuevo interior renovado del Córdoba (2001).

### Prototipos
- Cabrio: Después de sacar el modelo sedán al mercado se desarrolla el proyecto del Córdoba descapotable. Este Proyecto empezaría como Ibiza Cabrio, pero al final se cambia a Córdoba Cabrio. Se empiezan hacer diseños y a experimentar con una maqueta a escala real para ver como intégrale el techo descapotable. En la maqueta se divide el maletero en 2, que era una de las opciones que se barajaron. El proyecto va avanzando y, en 1996, ya esta el prototipo terminado con el nombre de Córdoba Cabrio pero al final se decidió descartar el modelo y no presentarlo al público. Esta unidad descansa actualmente en la nave A-122 de SEAT.

### Seguridad
El SEAT Córdoba I, al ser una variante del SEAT Ibiza II, se le otorga la misma calificación que obtuvo el Ibiza que realizó las pruebas de choque de la EuroNCAP en el año 2000, y consiguió una calificación de 3 estrellas:
| Ocupantes adultos: | 3/5 estrellas |
| Peatones:          | 2/4 estrellas |

### En otros mercados
En Argentina, los primeros SEAT Córdoba llegaron importados a mediados de la década de los 90 desde España, pero en el 2000 se decidió la fabricación local, ya que compartía numerosos componentes con el Volkswagen Polo Classic. La cantidad de vehículos fabricados totalizó 6694 en todas sus versiones, incluyendo: 1.6 - 1.6 MPi - Automático y TDi-SDi.
En China el Córdoba reestilizado de la primera serie se ensambló y se vendió como Volkswagen City Golf por la filial local de Volkswagen. Curiosamente no se utilizaron los elementos diferenciadores del Polo Classic que, aunque compartía estampación con el Córdoba, tenía distintos paragolpes, fascia, faros y pilotos etc, sino que se montó el Córdoba tal cual añadiéndole simplemente anagramas de Volskwagen. Igualmente sucedió para el Volkswagen Derby comercializado en México entre 1994 y 1997.

### Competición

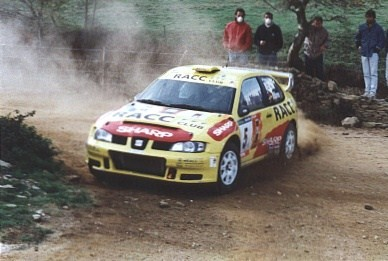
Dani Solà en el rallye de tierra de Cangas del Narcea (2001).

- WRC: El Córdoba compitió en el Campeonato Mundial de Rally de manera oficial entre los años 1998 y 2000. Debutó en el Rally de Finlandia y consiguió el primer punto en el Rally de Gran Bretaña. En la temporada 1999 debutó con una quinta y sexta posición en el Rally de Finlandia y culminó con un tercer puesto de Harri Rovanpera en el Rally RAC de Inglaterra. La tercera evolución del Córdoba WRC, el E3, consiguió un cuarto puesto en su estreno en el Rally de Monte Carlo de 2000. El SEAT Córdoba WRC también conseguiría éxitos en campeonatos nacionales de diferentes países. En España ganó algún título absoluto del nacional de rallyes sobre tierra con Pedro Diego o Marc Blázquez, además de varias victorias en rallyes de asfalto con Salvador Cañellas Jr.

- Dakar: En el año 2002, SEAT y Repsol YPF afrontan una nueva edición del Dakar en su categoría de coches con un SEAT Córdoba World Rally Car que ha sido preparado con las especificaciones de raid y que obtuvo unos magníficos resultados.

Ficha técnica: SEAT Dakar TDi, modelo base SEAT Córdoba 2 puertas diésel. Motor diésel de 4 cilindros, CC (x 1.7 con turbo) 1900, diámetro/carrera (mm) 79,5 x 95,5, compresión 8,6:1, potencia/revs. 210 CV, par (kg/m)/revs. ND, electrónica Bosch, motor delantero transversal. Transmisión de 4 ruedas motrices, diferenciales mecánicos, embrague cerámico, caja de cambios de 6 velocidades secuencial. Frenos delanteros de 304 mm y traseros de 304 mm, suspensió delantera y trasera McPherson (Ohlins). Con una longitud de 4172 mm, una anchura de 2000 mm, una altura de 1550 mm. Posee una distancia entre ejes de 2443 mm, eje delantero 1520 mm y eje trasero 1520mm. Un peso de 1675. Neumáticos Michelín y ruedas Braid.
Los patrocinadores generales fueron Telefónica-Movistar y Repsol YPF